# I'll Be Your Radio
I'll Be Your Radio är en EP av All Systems Go!, utgiven 2001 av Bad Taste Records.

## Låtlista
1. "I'll Be Your Radio"
2. "Static from Mars"
3. "All I Want"
4. "Wide Open"

### Fotnoter
1. ↑  ”I'll Be Your Radio”. Bad Taste Records. Arkiverad från originalet den 25 augusti 2010. https://web.archive.org/web/20100825231610/https://www.badtasterecords.se/records.asp?id=47. Läst 10 januari 2012.